# Cornelia, Georgia
Cornelia är en stad i Habersham County i Georgia. Vid 2020 års folkräkning hade Cornelia 4 503 invånare.